# Chléb a růže

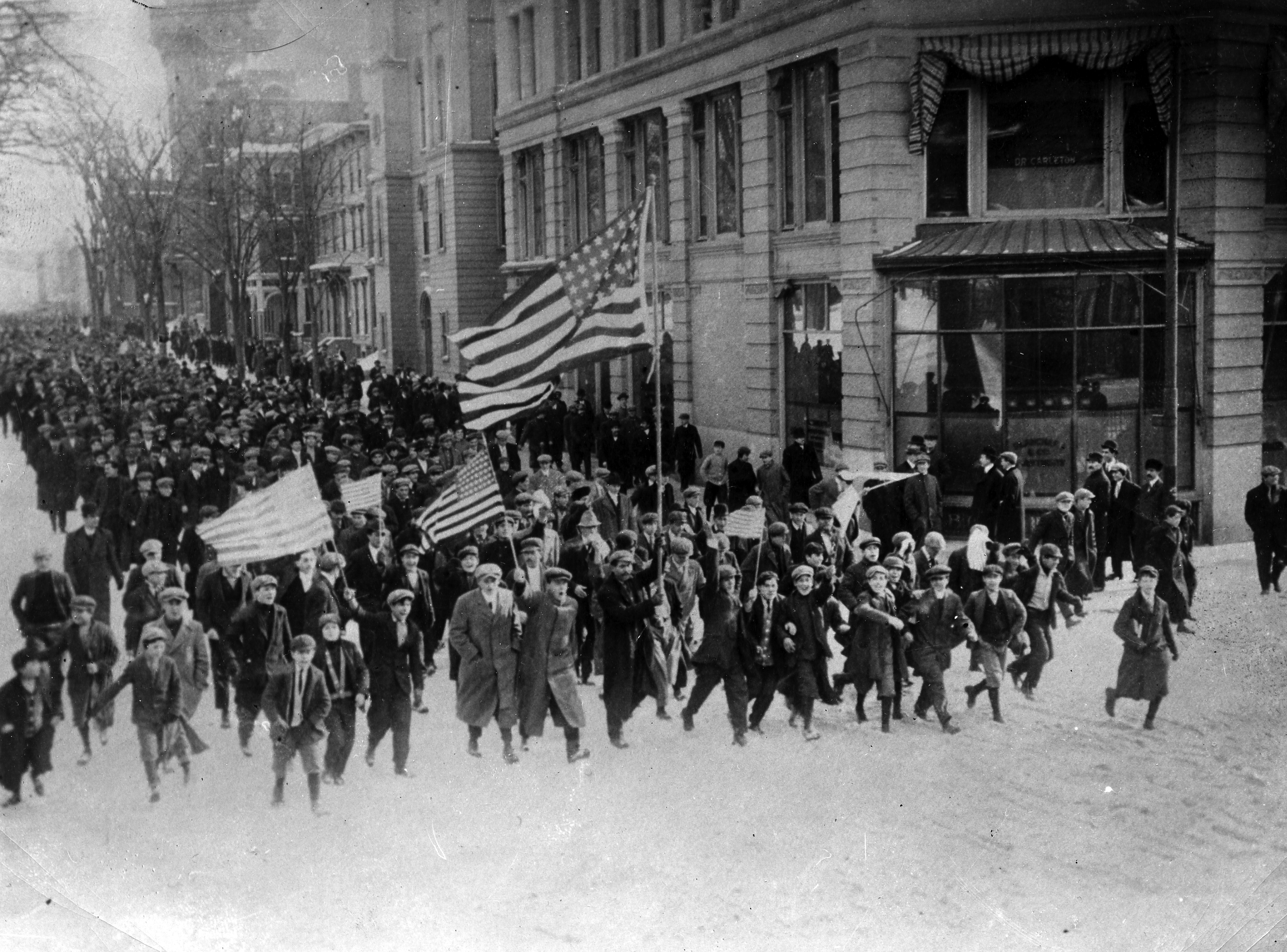
Obrázek pochodujících během textilní stávky v Lawrence 1912.

Chléb a růže (anglicky Bread and Roses) je politický slogan a zároveň název básně a písně. Pochází z projevu americké bojovnice za volební právo žen Helen Toddové. Věta z tohoto projevu, která pojednávala o "chlebu pro všechny a také růžích", byla inspirací pro název básně Chléb a růže od Jamese Oppenheima. Báseň byla poprvé publikována v časopise The American Magazine v prosinci 1911 s doslovem: "Chléb pro všechny a také růže – heslo žen na Západě". Báseň byla přeložena do dalších jazyků a zhudebnili ji nejméně tři skladatelé.
Toto slovní spojení je běžně spojováno s úspěšnou stávkou dělníků a dělnic textilního průmyslu, která se konala ve městě Lawrence ve státě Massachusetts v lednu až březnu 1912. Tato stávka je dnes často označována jako "stávka za chléb a růže". Heslo spojující chléb a růže, apelující jak na spravedlivé mzdy, tak na důstojné podmínky, přesahuje "někdy únavné boje o marginální ekonomické pokroky" ve "světle dělnických bojů jako založených na úsilí o důstojnost a respekt", jak napsal Robert J. S. Ross v roce 2013.

## Historie

### Hnutí za volební právo žen

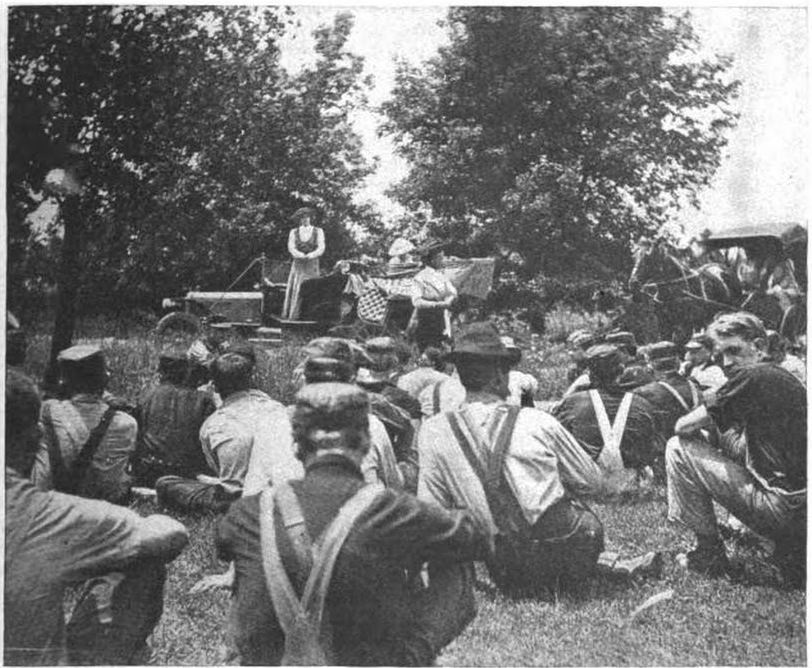
Helen Toddová a její kolegyně vedou kampaň za volební právo žen.

První zmínka o této frázi a jejím významu se objevuje v časopise The American Magazine v září 1911. V článku Helen Toddová popisuje, jak se skupina žen z Chicagského ženského klubu po vyslechnutí rady senátora Roberta La Follettea rozhodla v červnu 1910 zahájit automobilovou kampaň po celém státě Illinois za volební právo žen. Ženy, které se podílely na první automobilové kampani, byly Catherine McCullochová (právnička a smírčí soudkyně), Anna Blountová (lékařka a chiruržka), Kate Hughesová (farářka), Helen Toddová (státní tovární inspektorka) a Jennie Johnsonová (zpěvačka). Každá z řečnic měla přiděleno své odborné téma. McCullochová přednesla záznam o hlasování poslanců a senátorů jejich domovským voličům. Téma Blountové se týkalo zdanění bez zastoupení v zákonodárném sboru, pokud jde o ženy. Hughesová přednesla svůj projev o historii hnutí za volební právo žen. Johnsonová zahájila projevy souborem písní o volebním právu, který měl za cíl soustředit a zklidnit publikum pro následující projevy. Helen Toddová jako tovární inspektorka zastupovala pracující ženy a hovořila o potřebě zákonů týkajících se mezd, pracovních podmínek a pracovní doby.
Poprvé se fráze chléb a růže objevuje v projevu Helen Toddové o postavení pracujících žen. Helen Toddová během kampaně přenocovala v rodině mladé dělnice. Když se jí zeptala, co se jí na projevech předchozího večera nejvíce líbilo, dělnice odpověděla, že "to bylo to o těch ženách, co volí, aby všichni měli taky chleba a kytky". Helen Toddová dále vysvětluje, jak věta "Chléb pro všechny a růže taky" vyjadřuje duši ženského hnutí, a vysvětluje význam této věty ve svém projevu:
| „ | Žena je na světě mateřským prvkem a její hlas přispěje k tomu, aby se doba, kdy chléb života, jímž je domov, přístřeší a bezpečí, a růže života, hudba, vzdělání, příroda a knihy stanou dědictvím každého dítěte, které se narodí v zemi, do jejíž vlády má žena co mluvit, posunula kupředu. | “ |

### Ženská odborová liga
Helen Toddová se následně na podzim roku 1910 zapojila do stávky chicagských oděvních dělnic, kterou vedla Ženská odborová liga (Women's Trade Union League) v Chicagu. Ženská odborová liga úzce spolupracovala s Chicagským ženským klubem při organizaci stávky, shromáždění, projevů a aktivit na pomoc dělníkům. Helen Toddová a předsedkyně Ženské odborové ligy Margaret Robinsová pronesly během stávky řadu projevů a spolu s tisíci stávkujících se shromáždily před svým pracovištěm (tzv. picketing). Během stávky byl později údajně spatřen nápis s heslem "Chceme chléb – a růže taky".
V roce 1911 odjela Helen Toddová do Kalifornie, aby pomohla vést hnutí za volební právo v tomto státě a účastnila se podzimních voleb pro návrh č. 4, který usiloval o volební právo žen. Kampaň za volební právo žen byla úspěšná a v listopadu 1911 bylo volební právo žen ve státě schváleno. Během kalifornské kampaně nesly sufražetky transparenty s několika hesly; jedno z nich znělo "Chléb pro všechny; a růže taky!". - stejnou frázi použila Helen Toddová ve svém projevu v létě předchozího roku.

### Oppenheimova báseň
Tuto frázi následně převzal James Oppenheim a začlenil ji do své básně Bread and Roses (Chléb a růže), která byla publikována v časopise The American Magazine v prosinci 1911, s doslovem "'Chléb pro všechny a růže také' – heslo žen na Západě.". Po zveřejnění básně v roce 1911 byla báseň znovu publikována v červenci 1912 v časopise The Survey se stejným doslovem jako v prosinci 1911. Znovu byla publikována 4. října 1912 v týdeníku The Public, který vedl Louis F. Post v Chicagu, tentokrát s připsáním sloganu "chicagským odborářkám".

### Textilní stávka v Lawrence 1912

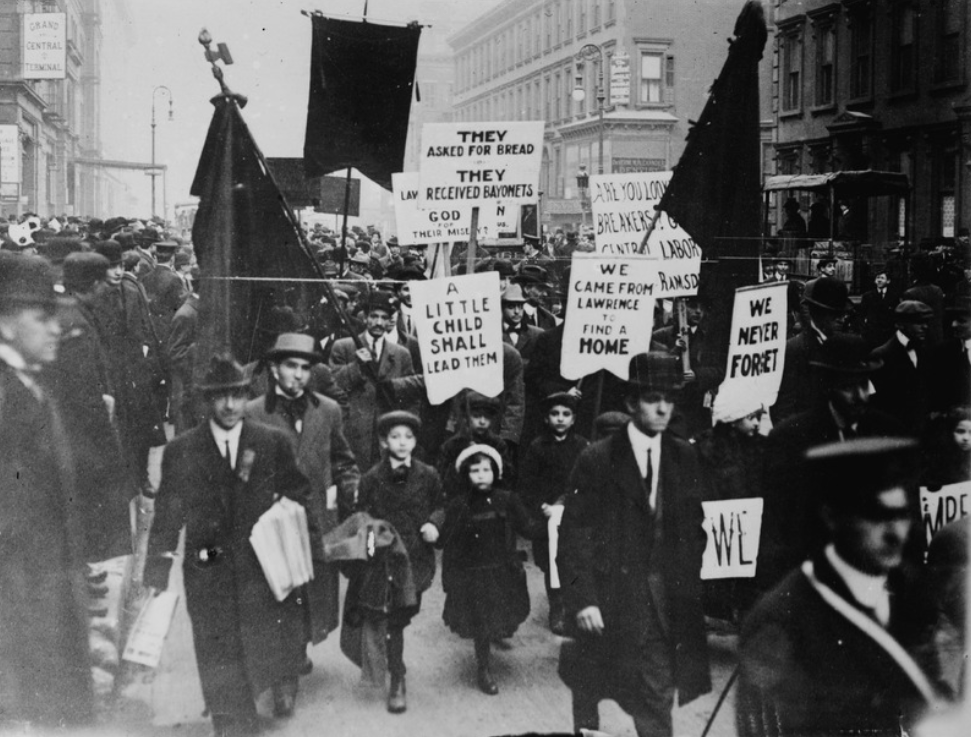
Děti stávkujících z Lawrence, které byly poslány do New Yorku do dočasné péče, pochodují s transparenty na znamení solidarity se stávkujícími textiláky v Massachusetts.

Poprvé byla Oppenheimova báseň knižně publikována v dělnickém sborníku The Cry for Justice: An Anthology of the Literature of Social Protest od Uptona Sinclaira z roku 1915. Tentokrát měla báseň nový doslov a přeformulované heslo: "V průvodu stávkujících z Lawrence ve státě Massachusetts nesly některé mladé dívky transparent s nápisem: 'Chceme chléb a také růže!". Textilní stávka v Lawrence, která trvala od ledna do března 1912, sjednotila desítky přistěhovaleckých komunit pod vedením Industrial Workers of the World a vedly ji z velké části ženy. Do stávky se částečně zapojila i bostonská Ženská odborová liga, která zřídila pomocnou stanici, jež poskytovala potraviny.
Bostonská ženská odborová liga se však do stávky zapojila jen omezeně, protože byla přidružena k Americké federaci práce (AFL), která stávku nepodpořila. Toto omezení zapojení do stávky způsobilo, že řada členek bostonské ligy odstoupila. Jeden z kritiků nepodpoření stávky ze strany AFL prohlásil: "Mně se zdá, že mnoho lidí v AFL je sobeckých, reakčních a vzdálených od boje za chléb a svobodu nekvalifikovaných dělníků..." Ačkoli se o stávce traduje, že ženy nesly nápisy "Chceme chleba, ale chceme i růže!", řada historiků se domnívá, že toto tvrzení je ahistorické.

### Projev Schneidermanové

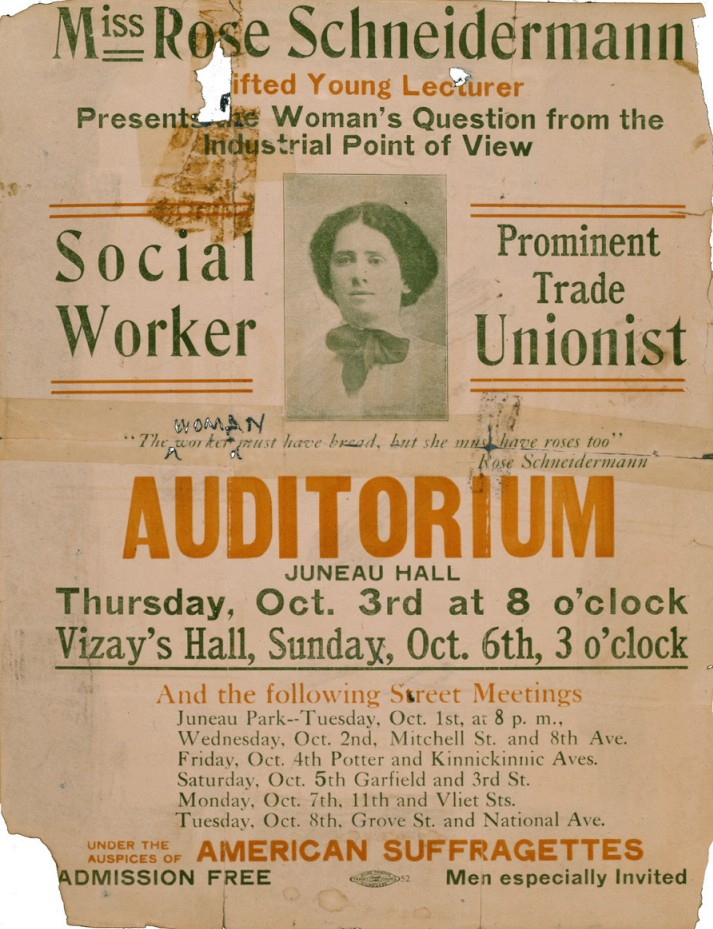
Plakát Rose Schneidermanové jako řečnice z roku 1912 s jejím slavným citátem o chlebu a růžích.

V květnu 1912 pronesla Merle Bosworthová v Plymouthu ve státě Indiana projev o volebním právu žen, v němž zopakovala diskusi o zdanění bez zastoupení a významu fráze "Chléb a růže", kterou Helen Toddová a její společníci přednesli v roce 1910 během své automobilové kampaně za volební právo žen. O měsíc později se v Clevelandu konala demonstrace na podporu kampaně ohijských žen za rovné volební práva. Rose Schneidermanová z Ženské odborové ligy v New Yorku na něm hovořila také o této frázi. Ve svém projevu, který byl částečně publikován v časopise Život a práce (Life and Labor) Ženské odborové ligy uvedla:
| „                             | Pracující žena chce mít právo žít, ne jen existovat - právo na život, jako má bohatá žena právo na život, slunce, hudbu a umění. Nemáš nic, na co by neměl právo i ten nejskromnější dělník. Dělnice musí mít chléb, ale musí mít také růže. Pomozte jí, vy privilegované ženy, dejte jí hlasovací lístek, aby mohla bojovat. | “ |
| — Rose Schneidermanová, 1912. | |   |

Schneidermanová následně pronesla řadu projevů, v nichž opakovala svůj citát o dělníkovi toužícím po chlebu a růžích. Díky těmto projevům se jméno Schneidermanové začalo spojovat s frází o chlebu a růžích. Rok po zveřejnění Oppenheimovy básně, textilní stávce v Lawrence a projevu Schneidermanové se toto slovní spojení rozšířilo po celé zemi. Například v červenci 1913 se průvodem za volební práva v Marylandu táhnul bazén s heslem "Chléb pro všechny a také růže", který nesl "loďku se třemi dětmi, chlapcem s košíkem chleba a dvěma dívkami s košíkem růží".

### Galén z Pergamonu
Zdroj inspirace Helen Toddové ke slovnímu spojení "chléb a růže" není znám. Existuje však citát římského lékaře a filosofa Galéna z Pergamonu, který se velmi podobá myšlence a formulaci této věty. Edward Lane v poznámkách ke svému překladu Tisíce a jedné noci z roku 1838 uvádí tvrzení, které v 15. století napsal spisovatel Shems-ed-Deen Moḥammad en-Nowwájee. Ten prý tvrdil, že Galén řekl: "Kdo má dva bochníky chleba, ať jednu z nich vymění za několik květů narcisů, neboť chléb je potravou těla a narcisy jsou potravou duše." Názor, že chudí nemají jen nedostatek potravy pro tělo, ale také květin pro duši, byl tématem dobových reformátorů. V dubnu 1907 Mary MacArthurová z britské Ženské odborové ligy navštívila Ženskou odborovou ligu v Chicagu a přednesla projev na toto téma. Alice Henryová z chicagské Ženské odborové ligy uvedla, že poselství McArthurové lze shrnout Galénovým citátem, o němž se již vícekrát zmínila. Tvrdí, že ačkoli citát varuje před materialistickou povahou průmyslové situace, zároveň ukazuje směr, kterým se mohou ubírat naděje reformátorů. Verze Galénova citátu od McArthurové zní:
| „                               | Máš-li dva bochníky chleba, prodej jeden a kup květiny, neboť chléb je potravou pro tělo, ale květiny jsou potravou pro mysl. | “ |
| — Galén z Pergamonu, c. 200 AD. | |   |

## Báseň a český překlad
| Bread and Roses As we come marching, marching, in the beauty of the day, A million darkened kitchens, a thousand mill-lofts gray Are touched with all the radiance that a sudden sun discloses, For the people hear us singing, "Bread and Roses, Bread and Roses." As we come marching, marching, we battle, too, for men— For they are women's children and we mother them again. Our days shall not be sweated from birth until life closes— Hearts starve as well as bodies: Give us Bread, but give us Roses. As we come marching, marching, unnumbered women dead Go crying through our singing their ancient song of Bread; Small art and love and beauty their trudging spirits knew— Yes, it is Bread we fight for—but we fight for Roses, too. As we come marching, marching, we bring the Greater Days— The rising of the women means the rising of the race. No more the drudge and idler—ten that toil where one reposes— But a sharing of life's glories: Bread and Roses, Bread and Roses. – James Oppenheim, 1911 | Chléb a růže Když pochodujeme, pochodujeme, v kráse dne, milion potemnělých kuchyní, tisíce mlýnů šedivých se dotýkají vší záře, kterou náhlé slunce odhaluje, neboť lidé nás slyší zpívat: "Chléb a růže, chléb a růže." Když pochodujeme, pochodujeme, bojujeme i za muže... Vždyť jsou to děti žen a my jim zase matkou jsme. Naše dny se nebudou potit od narození, dokud se život nezavře– srdce hladoví stejně jako těla: Dejte nám chléb, ale dejte nám růže. Když pochodujeme, pochodujeme, nespočet žen mrtvých pláče skrze náš zpěv jejich dávné písně o chlebu; malé umění, lásku a krásu jejich duše znaly... Ano, bojujeme za chléb, ale bojujeme i za růže. Když pochodujeme, pochodujeme, přinášíme lepší dny... Povstání žen znamená povstání rasy. Už žádná dřina a lenošení – deset těch, co dřou tam, kde člověk odpočívá– ale podílet se na slávě života: Chléb a růže, chléb a růže. |

## Píseň

### Originál Caroline Kohlsaatové
Báseň Chléb a růže byla několikrát zhudebněna. Nejstarší verzi zhudebnila Caroline Kohlsaatová v roce 1917. Poprvé zazněla píseň Kohlsaatové v River Forest Women's Club, kde byla sbormistryní. Ve třicátých letech 20. století píseň hojně používaly ženy, které poskytovaly jídlo a podporu stávkujícím před výrobními závody. Píseň se přenesla i na univerzitní půdu. Na některých ženských vysokých školách se píseň stala součástí jejich tradičního souboru písní.

### Ženské vysoké školy
Od roku 1932 tuto píseň zpívají maturanti na Mount Holyoke College během slavnostního průvodu Laurel Parade, který je součástí tradice promoce na této škole. Je to také jedna z ústředních písní na Bryn Mawr College. Použití písně na Bryn Mawr College vyplynulo z prvního letního vzdělávacího programu tohoto gymnázia. V roce 1921 škola zahájila letní školu pro dělnice. Každý rok se na tuto letní školu sjela stovka převážně nevzdělaných dělnic z továren, mlýnů a sweatshopů, aby zde osm týdnů studovala humanitní vědy a dělnickou solidaritu. Tento program sloužil jako vzor pro ostatní dělnická vzdělávací hnutí ve 20. a 30. letech 20. století.

### Mimi Fariña a znovuobjevení skladby
Píseň získala větší ohlas po druhé světové válce, kdy byla v lednu 1952 publikována v hudebním sborníku Sing Out!. V roce 1974 báseň podruhé zhudebnila Mimi Fariña. Tuto verzi nahráli různí umělci, například Judy Collins, Ani DiFranco, Utah Phillips a Josh Lucker. V roce 1988 ji zhudebnil také John Denver, přičemž použil jinou melodii než v obvyklejší verzi Mimi Fariña. V Německu ji opět zhudebnila Renate Fresow s použitím překladu Hannoveraner Weiberquartett, který se však zpívá většinou s německým překladem Petera Maiwalda. Skladatel Christian Wolff napsal na motivy stávkové písně klavírní skladbu s názvem "Bread And Roses" (1976). Skladatel Christian Wolff napsal na motivy stávkové písně klavírní skladbu "Bread And Roses" (1976).[zdroj?] V letech 1989-1991 napsal Si Kahn píseň, jejíž refrén začíná názvem písně: "Všichni zpívali 'Chléb a růže'".

### Překlady
Báseň byla přeložena do ruštiny ruským básníkem Kirillem Felixovičem Medveděvem, zhudebněna podle původní hudby Kohlsaatové a interpretována moskevským politickým aktivistickým punkovým kolektivem Arkadij Kots (Аркадий Коц), který ji v roce 2016 vydal na svém albu "Hudba pro dělnickou třídu".

## Historický odkaz
Mimi Fariña založila v roce 1974 agenturu Bread and Roses Benefit Agency.
Logo Demokratických socialistů Ameriky, kteří vznikli v roce 1982, bylo inspirováno sloganem. "Bread & Roses" je také název celostátního uskupení v rámci této organizace, jehož součástí jsou čtyři (z 16) členů jejího národního politického výboru.
Čtvrtletník vydávaný britskou sekcí organizace Industrial Workers of the World ("Wobblies") se jmenuje "Bread and Roses".
Film Pride z roku 2014 zachycuje členy velšské hornické komunity, kteří během stávky horníků ve Velké Británii (1984-85) zpívají v hornické lóži National Union of Mineworkers píseň "Bread and Roses".
V roce 2018 byla píseň použita ve videu londýnsko-irské kampaně za právo na potrat. Kampaň propagovala hnutí #HomeToVote, které povzbuzovalo mladé Iry žijící v zahraničí, aby se vrátili domů a hlasovali v referendu o šestatřicátém dodatku irské ústavy.
Podle tohoto hesla je pojmenována mezinárodní socialistická feministická organizace Pan y Rosas.
Miriam Schneirová báseň zařadila do svého sborníku Feminism: The Essential Historical Writings a označila ji za jedno ze základních děl feminismu.